# Морнарички истражитељи (18. сезона)
Осамнаеста сезона америчке полицијо-процедуралне драме Морнарички истражитељи је емитована од 17. новембра 2020. до 25. маја 2021. године на каналу ЦБС. Сезона садржи 16 епизода што је чини најкраћом у серији и укључује 400. епизоду серије. Сезону су продуцирали Б"Продукција Белисарио" и "CBS Studios".
Радња серије се врти око измишљене екипе посебних агената из Морнаричко-злочинско истражитељске службе која води кривичне истраге у које су укључени америчка морнарица и војници. У серији играју Марк Хармон, Шон Мареј, Вилмер Валдерама, Емили Викершом, Марија Бело, Брајан Дицен, Диона Ризоновер, Роки Керол и Дејвид Мекалум. Беловој је ова сезона била последња пошто је отишла после осам епизода. Крај сезоне послужио је и као Викершомин последњи наступ у улози Еленор Бишоп јер је напустила серију после 8 година. Неколико епизода у пред крај сезоне појавила се Пам Добер, Хармонова супруга у стварном животу.

## Опис
Марија Бело је напустила серију после 8. епизоде. Емили Викершом је напустила серију на крају сезоне.

## Улоге

### Главне
- Марк Хармон као Лерој Џетро Гибс
- Шон Мареј као Тимоти Мекги
- Вилмер Валдерама као Николас Торес
- Емили Викершом као Еленор Бишоп
- Марија Бело као Џеклин Слоун (Епизоде 1-8)
- Брајан Дицен као Џејмс Палмер
- Емили Викершом као Еленор Бишоп
- Диона Ризоновер као Кејси Хајнс
- Роки Керол као Леон Венс
- Дејвид Мекалум као др. Доналд Малард

### Епизодне
- Катрина Ло као Џесика Најт (Епизоде 15-16)

## Епизоде
| Бр. у серији | Бр. у сезони | Назив                      | Редитељ           | Сценариста                                            | Пpемијерно емитовање | Прод. код | Гледаоци САД-а (у милионима) |
| --- | ------------ | -------------------------- | ----------------- | ----------------------------------------------------- | -------------------- | --------- | ---------------------------- |
| 399 | 1            | "Циклус јесетре (2. део)"  | Мајкл Зинберг     | Скот Вилијамс                                         | 17. новембар 2020.   | 1802      | 10.35                        |
| Док екипа покушава да пронађе једно нестало тело, Гибс помаже Форнелу у пронласку вође ланца трговине дрогом који је снабдевао опијатима његову ћерку Емили. |              |                            |                   |                                                       |                      |           |                              |
| 400 | 2            | "Све има свој почетак"     | Теренс О’Хара     | Стивен Д. Бајндер                                     | 24. новембар 2020.   | 1801      | 10.15                        |
| Откриће леша у подрумским просторијама МЗИС-а повезано је са скупином коју је Гибс истраживао у прошлости. У бљесковима из прошлости приказано је како се Гибс упознао са Дакијем и прикључио агенцији. Епизода се завршила када је Гибс прихватио позив екипе да оде на пиће са њима. |              |                            |                   |                                                       |                      |           |                              |
| 401 | 3            | "Крв и благо (3. део)"     | Дајана Валентајн  | Кристофер Џ. Вејлд                                    | 8. децембар 2020.    | 1803      | 8.53                         |
| Истрага убиства је повезана са потрагом за благом од пре иха-ха. Екипа истражује док се трезни од претходне ноћи. Такође, Гибс и Форнел су наставили своју тајну истрага ланца трговине дрогом, а Форнел је отишао на тајни задатак као власник гостионице брзе хране. |              |                            |                   |                                                       |                      |           |                              |
| 402 | 4            | "Опекотине (4. део)"       | Роки Керол        | Марко Шнабел                                          | 19. јануар 2021.     | 1804      | 9.63                         |
| Макгијев и Дилајлин одмор на Бахамима претворио се у јако ризичан задатак јер је случај мртвог руководиоца игре "Бекство из просторије" повезан са острвом. Гибс се боји најгорег када је тражећи Форнела открио његову крв. |              |                            |                   |                                                       |                      |           |                              |
| 403 | 5            | "Глава змије (5. део)"     | Тавниа Мекирнан   | Брендан Фехили и Дејвид Џ. Норт                       | 19. јануар 2021.     | 1805      | 8.74                         |
| Гибсова и Форнелова потрага за главом нарко-багре одговорне за Емилино узимање прекомерне количине дроге достигла је врхунац. Сем тога, Гибс и Венс су коначно обавестили екипу о случају који има опасне особине. |              |                            |                   |                                                       |                      |           |                              |
| 404 | 6            | "1 mm"                     | Дајана Валентајн  | Ђина Лучита Монтреал                                  | 26. јануар 2021.     | 1806      | 10.02                        |
| Пратећи траг кријумчарења оружја, Бишопова и Торес упали су у пуцњаву у кући бившег шерифа која је сада музеј, али су остали закључани у тамошњим напуштеним ћелијама. |              |                            |                   |                                                       |                      |           |                              |
| 405 | 7            | "Први дан"                 | Џејмс Вајтмор мл. | Маргарет Роуз Лестер                                  | 9. фебруар 2021.     | 1807      | 9.74                         |
| Екипа МЗИС-а истражује смрт војног лица који је убијен док се враћао кући од стране робијаша недавно пуштеног са робије. Сем тога, Гибс помаже Палмеру да реши личну трауму. |              |                            |                   |                                                       |                      |           |                              |
| 406 | 8            | "Прави верник"             | Теренс О’Хара     | Џил Винбергер                                         | 2. март 2021.        | 1808      | 9.60                         |
| "Слоунова МЗИС" написано је на напуштеном школском аутобусу у Авганистану у ком су биле девојчице које су отели Талибани. У МЗИС-у, Слоунова је рекла да жели да прода кућу на Коста Рици. Њихову истрагу прекинуо је Венс који им је дао зелено светло за потрагу за несталим девојчицама у Авганистану. У међувремену, остатак екипе покушава да открије ко је убио једног "хактивисту" за кога се сумњало да је пружио ГПС смернице аутобуса Талибанима. У Авганистану, Слоунова се поново срела са Даријом, женом која јој је помогла мучног времена тамо. Даријина смрт на рукама терориста била је кап која је прелила чашу за осећајно исцрпљену Слоунову која се секирала што је један зао заузео место доброг. После спашавања девојчица, Слоунова је одлучила да остане у Авганистану и помаже другим девојчицама које су се нашле у сличним стањима и уз пољубац се опростила од Гибса. Последња појава Џеклин Слоун |              |                            |                   |                                                       |                      |           |                              |
| 407 | 9            | "Зимска свежина"           | Мајкл Зинберг     | Скот Вилијамс                                         | 9. март 2021.        | 1809      | 9.77                         |
| Кад је морнарички официр пронађен мртав у хладњачи, екипа се нашла између две ватре у борби два комбија са храном. У међувремену, после одласка Слоунове из МЗИС-а, Гимс пружа подршку Форнелу када му је ћерка изненада умрла пошто је нагло поново узела дрогу. |              |                            |                   |                                                       |                      |           |                              |
| 408 | 10           | "Пас чувар"                | Дајана Валентајн  | Брендан Фехили и Дејвид Џ. Норт                       | 16. март 2021.       | 1810      | 9.98                         |
| Када је питбул случајно налетео на војни комвој који је превозио пројектил, екипа је открила да је питбул малтретиран. Гибс је насрнуо на силеџију па је ухапшен. Остатак екипе покушава да докаже Гибсову невиност и ухапси силеџију, али иако су успели, Гибс је признао своју улогу у нападу државном инспектору. После тога је Венс морао да га удаљи са дужности до даљњег. |              |                            |                   |                                                       |                      |           |                              |
| 409 | 11           | "Низак ударац"             | Роки Керол        | Кристофер Џ. Вејлд                                    | 6. април 2021.       | 1811      | 10.26                        |
| Как казну због поступака у случају против Гибса, екипа је добила задатак службеника за Корона вирус на пријему тајника одбране и јеменске владе док агенти из ноћне смене воде истрагу убиства. Макги, Бишопова и Торес су открили везу између случаја и тајниковог пријема, а касније су морали да интервенишу кад су сазнали да је тајник мета плаћеног убице. У међувремену, Гибсу се у гостионици придружила истраживачка новинарка Марси Ворен, а он јој је невољно испричао истину о сукобу са Станом. Како је прича изашла у јавност, Венс је посетио Гибса и рекао му да више не може да га спаси какав год исход тога био. |              |                            |                   |                                                       |                      |           |                              |
| 410 | 12           | "Крв"                      | Џејмс Вајтмор мл. | Марко Шнабел                                          | 20. април 2021.      | 1812      | 8.56                         |
| Главни осумњичени за смрт војника у гостионици је Ников отац који га је напустио кад је био мали. У међувремену, Гибс је искористио прилику да заврши неке кућне послове које није стизао док је био на дужности. |              |                            |                   |                                                       |                      |           |                              |
| 411 | 13           | "Недолично понашање"       | Тавниа Мекирнан   | Брендан Фехили, Маргарет Роуз Лестер и Дејвид Џ. Норт | 27. април 2021.      | 1813      | 9.70                         |
| Док је возио бицикл са другом, десетар је погинуо када су га ударила кола. Екипа је схватила да је друг био права мета јер је био рачуновођа који је требало да сведочи против Паркера Џејмса, оптуженог за за превару морнара. Екипа је касније пронашла сведока мртвог, а иако је Гибс имао сведочење против Џејмса, тужилац није хтео да га зове да сведочи јер је удаљен са дужности у МЗИС-у. Џејмсов заступник је довео у питање Гибсову поузданост па је порота прогласила да оптужени није крив. Међутим, МЗИС је успео да ухапси и њега и његову отуђену супругу која је наредила убиство. |              |                            |                   |                                                       |                      |           |                              |
| 412 | 14           | "Невидљиво побољшање"      | Дајана Валентајн  | Стивен Д. Бајндер и Скот Вилијамс                     | 11. мај 2021.        | 1814      | 8.94                         |
| МЗИС је истрага убиства капетана у Народном војном заповедном средишту довела до Хасана Сеија, рођеног ујака Гибсовог суседа Финеаса. Хасану је требао капетанов преносни рачунар како би упао у МЗИС-ов списак случајева да би могао да дође до Финеаса пошто је наместио саобрћајну несрећу његовим усвојитељима. Финеас је побегао код Гибса кући и зближио се са Луси. Екипа је ухапсила Хасана, али је он открио да његовом сину треба пресађивање коштане сржи за коју је Финеас пристао да дарује, а Гибс је њему дозволио да одведе Луси кући. Са друге стране, Торес и Бишопова су пристали да поразговарају о својим очигледним узајамним осећањима пошто су их испитивали Палмер и Кејси. |              |                            |                   |                                                       |                      |           |                              |
| 413 | 15           | "Дизање у ваздух (1. део)" | Мајкл Зинберг     | Марко Шнабел и Кристофер Џ. Вејлд                     | 18. мај 2021.        | 1815      | 8.73                         |
| Агенткиња МЗИС-а и ЕОРОА-а Џесика Најт успешно је решила талачко стање, али је онда у праску њена екипа погинула. Најтова се прикључила истрази која је открила да је екипа ЕОРОА-е била мета све време. Са друге стране, Гибс и Марси Ворен истражују један нерешени случај на своју руку. Прва појава Џесике Најт |              |                            |                   |                                                       |                      |           |                              |
| 414 | 16           | "Правило 91 (2. део)"      | Дајана Валентајн  | Дејвид Џ. Норт и Брендан Фехили                       | 25. мај 2021.        | 1816      | 8.96                         |
| Док је гонила опасног трговца оружјем, екипа је потресена кад се повела прича да су од Бишопове раније цурели подаци из ДБ-а. Макги и Најтова су покушали да докажу њену невиност, али је ноа накрају признала да је одавала податке и дала отказ. Торес је схватио да је одлазак Бишопове био смишљени маневар ње и Одет Малон како би Бишопова отишла на дуготрајни тајни задатак што је захтевало да буде "бивша агенткиња МЗИС-а која је добила отказ". Њих двоје су се пољубили после жучне расправе. У међувремену, Гибс и Марси су схватили да је убица ког су пратили можда кренуо на њих. Епизода се завршила када је Гибсов скоро готов брод под именом "Правило 91" одлетео у ваздух, а Гибс се извукао из рушевине. Последња појава Еленор Бишоп. |              |                            |                   |                                                       |                      |           |                              |

## Производња

### Развој
Сезона је наручена 6. маја 2020. Дана 3. јуна 2020. Стивен Д. Бајндер је објавио да су сценаристи почели да раде на сезони. Сценарији који су првобитно написани за отказане епизоде 17. сезоне укључени су у другу и четврту епизоду ове сезоне, „Све има свој почетак“ и „Опекотине (4. део)“. Излазак Џеклин Слоун Марије Бело који би се десио у непроизведеној завршници 17. сезоне укључен је у осму епизоду сезоне, „Прави верник“, иако су сличности са првобитно планираном причом остале неутврђене. Дана 12. августа 2020. објављено је да је "CBS Television Studios" потписао уговор са саветодавном скупином за спровођење закона "21CP Solutions" да се саветује о њеним злочиначким и правним драмама, што укључује и серију Морнарички истражитељи. "21CP Solutions" ће помоћи серији да прецизније прикаже спровођење закона. Ово је дошло након просведа поводом убиства Џорџа Флојда који су навели телевизијску индустрију да поново размисли о свом приказу органа реда. Дана 21. септембра 2020. објављено је да ће сезона почети истраживањем где је Гибс, кога игра звезда серије Марк Хармон, нестао током епизоде „Музичке столице (1. део)“ из претходне сезоне пре него што се врати радња у садашње време. Дана 27. октобра 2020. објављено је да ће сезона имати шеснаест епизода.

### Снимање
Планирана двадесет прва епизода седамнаесте сезоне која је одложена због обуставе продукције сезоне због пандемије вируса Корона била је прва снимљена епизода осамнаесте сезоне. Планирана двадесет друга епизода седамнаесте сезоне која би била 400. епизода серије снимљена је и емитована друга чиме је остала као 400. епизода. Продукција осамнаесте сезоне почела је 9. септембра 2020. а серија је настављена да се снима у Лос Анђелесу. Снимање 18. сезоне завршено је 29. марта 2021.

### Глумачка постава
Дана 6. маја 2020. објављено је да је Хармон закључио нови уговор са "CBS Television Studios"-ом. Дана 24. јула 2020. објављено је да ће чланица главне поставе Марија Бело напустити серију током сезоне и појавити се у осам епизода како би завршила причу свог лика. Дана 9. септембра 2020. објављено је да ће се Хармонов син Шон вратити у другој епизоди као млађа варијанта лика свог оца. Дана 21. октобра 2020. објављено је да ће се Адам Кембел такође вратити у другој епизоди као млађа варијанта Дакија. У марту 2021. Катрина Ло је добила улогу Џесике Најт. Лоова се појавила у последње две епизоде сезоне уз могућност да постане чланица главне поставе ако се серија обнови за деветнаесту сезону. Дана 26. маја 2021. потврђено је да ће обична Емили Викершом напустити серију након 8 година.

### Емитовање
Сезона је премијерно приказана током телевизијске сезоне 2020–21 као део ЦБС-овог уторка са серијама ФБИ и ФБИ: Најтраженији. Дана 26. августа 2020. објављено је да се ЦБС нада да ће сезона почети у новембру 2020. Дана 13. октобра 2020. објављено је да ће сезона бити премијерно приказана 17. новембра 2020. Такође је најављено да ће ово бити последња сезона у термину уторком, а биће померена за понедељак од 19. сезоне, а после ње ће почети емитовање огранка Морнарички истражитељи: Хаваји.